# Retrato de familia
Retrato de familia (lit. Retrato de família) é uma telenovela mexicana produzida por Lucy Orozco para a Televisa e exibida pelo Canal de las Estrellas entre 23 de outubro de 1995 e 19 de janeiro de 1996, substituindo La paloma e sendo substituída por Marisol.
Foi protagonizada por Helena Rojo e Alfredo Adame, com atuações estrelares de Saby Kamalich e Alicia Montoya, participação especial de Julián Pastor e antagonizada por Diana Bracho, Regina Torné, Alejandro Tommasi e Yolanda Andrade.

## Enredo
A trama, ambientada em Guadalajara, mostra a vida da família Mariscal Preciado, retratada a partir da matriarca, Pilar (Saby Kamalich), e das filhas, Cecilia (Helena Rojo) e Irene (Diana Bracho).
Cecilia é a esposa de Agustín (Julián Pastor), e mãe de Elvira (Yolanda Andrade), Octavio (Aitor Iturrioz) e Cristina (Irán Castillo). Apesar da relação entre Cecilia e Agustín estar se desgastando, ela faz de tudo pra manter o bem-estar dos filhos, mesmo que Elvira odeie a mãe e passe a gostar mais de seu pai e de Irene, sua tia.
Irene, por sua vez, é casada com o jovem arquiteto Álvaro Balcázar (Alejandro Rábago), mas a insistência dela em ter uma boa vida acaba por transformar o casamento em tédio, argumento reforçado pelo fato de que o casamento fora arranjado por Dona Pilar, e também porque Irene é amante de Agustín há muito tempo.
Quando o casamento de Agustín e Cecilia finalmente vai por água abaixo, ele vai embora, deixando ela com os filhos, o que causa ainda mais raiva e desprezo por parte de Elvira. A rivalidade entre mãe e filha é maior ainda quando as duas começam a disputar o amor do médico Esteban Acuña (Alfredo Adame). Enquanto Cecilia quer recomeçar a vida ao lado do doutor, Elvira se apaixona perdidamente por ele.
E, para piorar, quando Elvira descobre que Esteban se apaixonou por sua própria mãe, ela o quer para si de qualquer jeito, tendo que deixar seu noivado com Diego (Raúl Araiza) para trás. E não é só: Agustín, que está com uma doença grave, vai à clínica de Esteban, mas acaba morrendo, e Cecilia fica livre para ficar com o médico, relação com a qual Elvira quer acabar de uma vez por todas, convencida de que seu pai fora morto por sua mãe e Esteban.

## Elenco
| Ator                   | Personagem                            |
| ---------------------- | ------------------------------------- |
| Helena Rojo            | Cecilia Mariscal Olivares de Preciado |
| Alfredo Adame          | Dr. Esteban Acuña Andere              |
| Diana Bracho           | Irene Mariscal Olivares               |
| Yolanda Andrade        | Elvira Preciado Mariscal              |
| Raúl Araiza            | Diego Corona Ruffo                    |
| Saby Kamalich          | Pilar Olivares Vda. de Mariscal       |
| Alicia Montoya         | Candelaria                            |
| Alejandro Rábago       | Álvaro Balcázar                       |
| Alejandro Tommasi      | Nicolás Negrete                       |
| Irán Castillo          | Cristina Preciado Mariscal            |
| Aitor Iturrioz         | Octavio Preciado Mariscal             |
| Claudio Brook          | Gabino Acuña                          |
| Regina Torné           | Miriam Andere de Acuña                |
| Nicky Mondellini       | Patricia Cortés                       |
| Julián Pastor          | Agustín Preciado                      |
| Ana María Aguirre      | Nora Ruffo de Corona                  |
| Rodolfo Arias          | Julián Bárcenas                       |
| Mariana Ávila          | Mónica Bárcenas                       |
| Julio Bracho           | Raúl                                  |
| Fabiola Campomanes     | Malena                                |
| Álvaro Carcaño         | Antonio Mercader                      |
| Andrés García Jrhe.    | Joaquín Acuña                         |
| Verónica Langer        | Mercedes de la Canal                  |
| Martha Navarro         | Rosario de Bárcenas                   |
| Theo Tapia             | Honorio Bárcenas                      |
| Mercedes Pascual       | Leonarda "Narda" Negrete              |
| Abraham Ramos          | Jaime                                 |
| Héctor Sáez            | Sebastián Corona                      |
| Mariana Seoane         | Araceli                               |
| Fernando Torres Lapham | Dr. Montealbán                        |
| Yoalli Bello           | Petra                                 |
| Gabriela Murray        | Enfermera María Ruán                  |
| Dobrina Cristeva       | Laurita                               |
| Claudette Maillé       | Ruth Vásquez                          |
| Paulina de Labra       | Selene                                |
| Felipe Nájera          | Dr. Ricardo Suárez                    |
| Humberto Yáñez         | Larios                                |
| Dulce María            | Elvira (criança)                      |
| Eleazar Gómez          | Octavio (criança)                     |
| Ana Cristina Oceguera  | Cristina (criança)                    |

## Produção
- História original de: Jesús Calzada
- Edicção literária: Humberto Robles, Rosario Velicia
- Temas originais: Retrato y Vals
- Autores: Pepe Stephens, Annette Fradera
- Design de vestuário: Noemí Enríquez, Miguel Ángel Rodríguez
- Escenografía: Rocío Vélez
- Ambientação: Silvia Santillán
- Edição: Mónica Rodríguez
- Chefe de elenco: Jorge Salas
- Chefes de produção: Janeth Wehbe Trevizo, Fernanda Gutiérrez
- Gerente de produção: Juan Manuel Orozco
- Coordenador de produção: Humberto Robles
- Direção de câmeras: Jesús Nájera Saro
- Produtora associada: Maika Bernard
- Direção de cena: Francisco Franco
- Produtora: Lucy Orozco

## Exibição
Em 23 de outubro de 1995, o Canal de las Estrellas começou a exibir Retrato de Familia no horário vespertino das 16 horas, substituindo La paloma. Entre 20 e 24 de novembro de 1995, foi exibido um resumo especial da novela às 18 horas e, a partir de 27 de novembro de 1995, sua exibição foi remanejada para o horário das 18 horas, no lugar de Pobre niña rica, que passou para a faixa das 16 horas. Seu último capítulo foi ao ar em 19 de janeiro de 1996, tendo Marisol como substituta. 
Foi reprisada pela primeira vez pelo canal TLNovelas entre 28 de junho a 17 de setembro de 1999.
Foi reprisada pela segunda vez pelo TLNovelas entre 5 de maio a 25 de julho de 2008, substituindo Sentimientos ajenos e substituida por Prisionera de amor. 

## Exibição internacional
| País           | Emissora           | Título             | Dias de Exibição |
| -------------- | ------------------ | ------------------ | ---------------- |
| Estados Unidos | Univision          | Retrato de familia | Segunda à sexta  |
| Estados Unidos | Galavisión         | Retrato de familia | Segunda à sexta  |
| Venezuela      | Venevisión         | Retrato de familia | Segunda à sexta  |
| Equador        | Gamavisión         | Retrato de familia | Segunda à sexta  |
| Peru           | América Televisión | Retrato de familia | Segunda à sexta  |
| Colômbia       | Telecaribe         | Retrato de familia | Segunda à sexta  |

## Prêmios e indicações
| Ano  | Prêmio                       | Categoria                 | Nomeações         | Resultado |
| ---- | ---------------------------- | ------------------------- | ----------------- | --------- |
| 1996 | Prêmio TVyNovelas de 1996    | Melhor Telenovela         | Melhor Telenovela | Indicado  |
| 1996 | Prêmio TVyNovelas de 1996    | Melhor Atriz              | Helena Rojo       | Indicado  |
| 1996 | Prêmio TVyNovelas de 1996    | Melhor Atriz Antagonista  | Yolanda Andrade   | Indicado  |
| 1996 | Prêmio TVyNovelas de 1996    | Melhor Ator Antagonista   | Alejandro Tommasi | Indicado  |
| 1996 | Prêmio TVyNovelas de 1996    | Melhor Ator Coadjuvante   | Raúl Araiza       | Indicado  |
| 1996 | Premios El Heraldo de México | Melhor Telenovela         | Melhor Telenovela | Indicado  |
| 1996 | Premios El Heraldo de México | Melhor Atriz de Televisão | Helena Rojo       | Indicado  |
| 1996 | Premios El Heraldo de México | Melhor Ator de Televisão  | Alfredo Adame     | Indicado  |